# Eoparargyractis
Eoparargyractis é um gênero de mariposa pertencente à família Crambidae.